# Юрген Гро
Юрген Гро (нім. Jürgen Groh, нар. 17 липня 1956, Геппенгайм) — німецький футболіст, що грав на позиції захисника, зокрема, за «Кайзерслаутерн» та «Гамбург», з яким двічі вигравав Бундеслігу і ставав володарем Кубка чемпіонів УЄФА 1983 року. Грав за національну збірну Німеччини.

## Клубна кар'єра
У дорослому футболі дебютував 1974 року виступами за команду клубу «Бюрштадт», в якій провів два сезони. 
Своєю грою за цю команду привернув увагу представників тренерського штабу клубу «Кайзерслаутерн», до складу якого приєднався 1976 року. Відіграв за кайзерслаутернський клуб наступні чотири сезони своєї ігрової кар'єри. Більшість часу, проведеного у складі «Кайзерслаутерна», був основним гравцем захисту команди.
1980 року уклав контракт з клубом «Гамбург», у складі якого провів наступні п'ять років своєї кар'єри гравця. Був основним гравцем команди, яка на початку 1980-х була серед лідерів німецького і європейського футболу, виборовши за цей період два титули чемпіонів ФРН, а також Кубок чемпіонів УЄФА 1983 року.
Протягом 1985—1986 років грав у Туреччині, де захищав кольори «Трабзонспора».
Завершив професійну ігрову кар'єру у «Кайзерслаутерні», у складі якого вже виступав раніше. Прийшов до команди 1986 року, захищав її кольори до припинення виступів на професійному рівні у 1989.

## Виступи за збірну
1979 року дебютував в офіційних матчах у складі національної збірної Німеччини. Другу і останню гру у національній команді провів 1983 року.

## Титули і досягнення
- Чемпіон Німеччини (2):

«Гамбург»: 1981-1982, 1982-1983
- Володар Кубка чемпіонів УЄФА (1):

«Гамбург»: 1982-1983